# Chlorissa insignata
Chlorissa insignata är en fjärilsart som beskrevs av Otto Staudinger 1901. Chlorissa insignata ingår i släktet Chlorissa och familjen mätare. Inga underarter finns listade i Catalogue of Life.